# Sítio do Mato
Sítio do Mato este un oraș în statul Bahia (BA) din Brazilia.